# Som (Hungria)
Som é um município da Hungria, situado no condado de Somogy. Tem 23,35 km² de área e sua população em 2019 foi estimada em 691 habitantes.